# Nile
Nile je americká kapela z Jižní Karolíny hrající brutální technický death metal, sama svůj styl však označuje jako „Ithyphallic Death Metal“. Vznikla roku 1993.
Frontman skupiny je kytarista a zpěvák Karl Sanders, jenž má kořeny na středním Východě. Již od dětství se zajímal o starověký Egypt a vše s tím související – z toho pramení celá tematika textů, která zahrnuje starověký Egypt a jeho mytologii stejně jako kulturu ostatních starověkých civilizací (například Mezopotámie). Několik písní je inspirováno tvorbou H. P. Lovecrafta a jeho Mýtem Cthulhu a knihou Necronomicon.
V květnu 2006 kapela podepsala smlouvu s vydavatelstvím Nuclear Blast.

## Diskografie
- Nile (demo) – 1994
- Festivals of Atonement (EP) – 1995
- Ramses Bringer of War (demo) – 1996
- Ramses Bringer of War (EP) – 1997
- Amongst the Catacombs of Nephren-Ka (album) – 1998
- In The Beginning (best of kompilace) – 1999
- Black Seeds of Vengeance (album) – 2000
- In Their Darkened Shrines (album) – 2002
- Annihilation of the Wicked (album) – 2005
- Ithyphallic (album) – 2007
- Those Whom the Gods Detest (album) – 2009
- At the Gate of Sethu (album) – 2012
- What Should Not Be Unearthed (album) – 2015
- Vile Nilotic Rites (album) – 2019
- The Underworld Awaits Us All (album) – 2024

## Členové

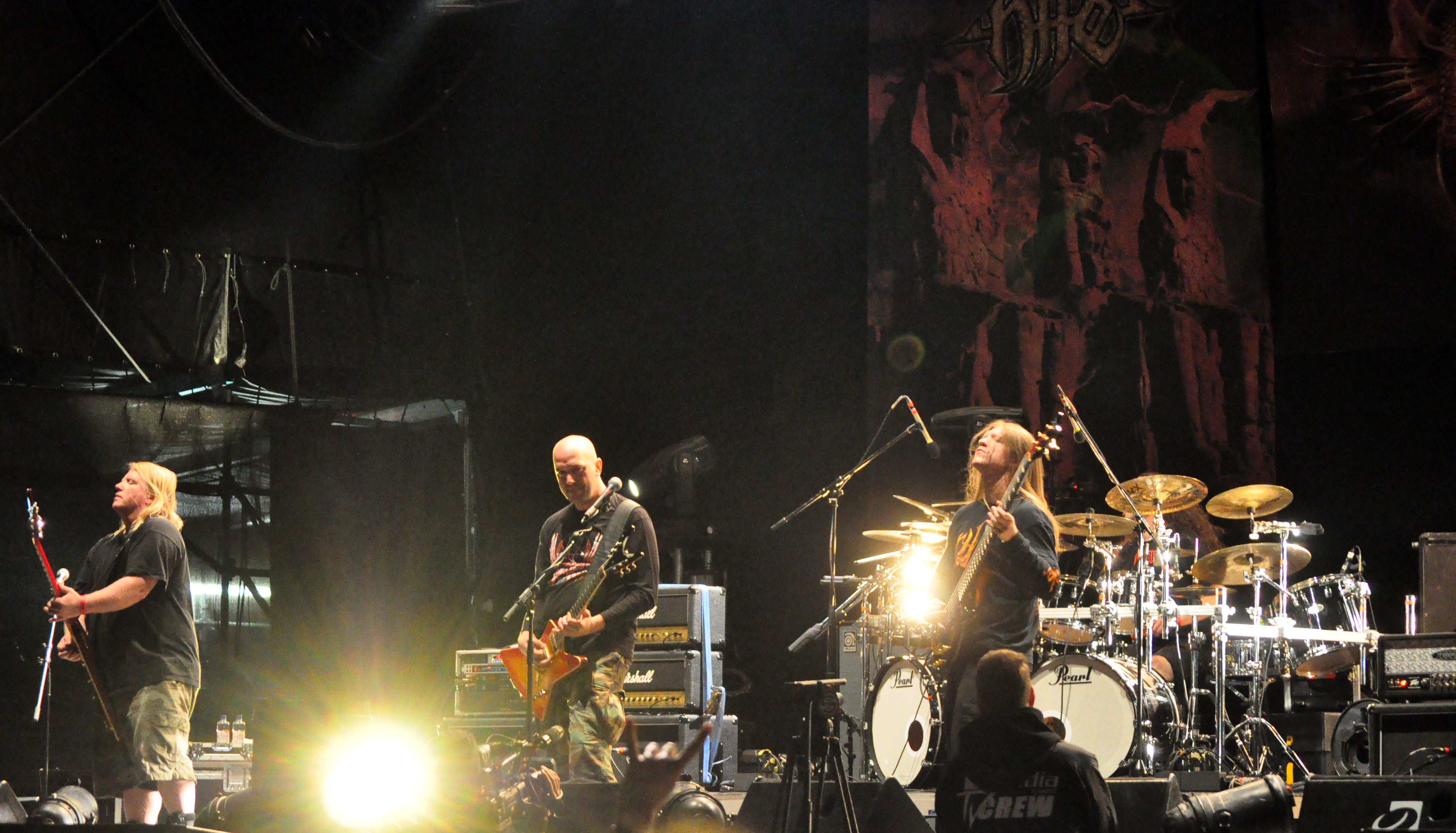
Nile v roce 2012

### Současní
- Karl Sanders – kytara, vokály
- Dallas Toler Wade – kytara, vokály
- George Kollias – bicí

### Bývalí
- bicí – Pete Hammoura, Derek Roddy, Tony Laureano
- baskytara – Chief Spires, Jon Vesano, Joe Payne
- kytara – John Ehlers